# Lautenklavier

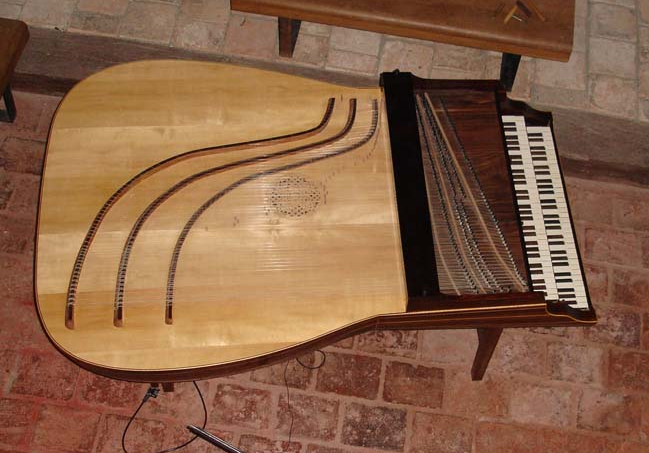
Lautenklavier

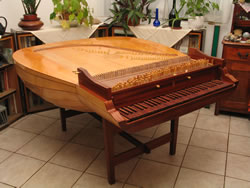
Lautenklavier

Das Lautenklavier oder Lautenclavicymbel, auch Lautenwerk, ist ein Tasteninstrument aus der Barockmusikzeit, ähnlich dem Cembalo. Die (doppelten) Saiten bestehen jedoch nicht aus Metall, sondern aus Darm. Dadurch klingt das Lautenklavier weicher als ein Cembalo. Es soll auch Kombinationen von zwei Registern Darmbesaitung und einem Register aus Metall gegeben haben.
Johann Sebastian Bach, der zwei solcher Instrumente besaß (wovon er sich 1740 eines von Zacharias Hildebrandt hat bauen lassen) und der Schreiber einer hinzugefügten Ergänzung zu Bachs e-Moll-Suite (BWV 996) bezeichneten das Lautenklavier auch als Lautenwerck.
Während es in der Literatur diverse Erwähnungen dieses Instruments gibt, ist kein originales spielbares Lautenklavier erhalten. Es gibt jedoch einige Nachbauten aus jüngerer Zeit. Ein großer Teil der historischen Angaben beruht auf drei deutschen Instrumentenbauern des 18. Jahrhunderts: Johann Christoph Fleischer aus Hamburg, Johann Nicolaus Bach und Zacharias Hildebrandt.